# Vila eueidiformis
Espèce
Vila eueidiformis est une espèce de lépidoptères (papillons) de la famille des Nymphalidae, de la sous-famille des Biblidinae et du genre Vila.

## Systématique
L'espèce Vila eueidiformis a été décrite par James Joicey et George Talbot (d) en 1918.
Synonyme : Eresia metharmeoides Fassl, 1922.

## Description
Vila eueidiformis est un papillon aux ailes antérieures à long bord costal presque droit et apex arrondi.
Le dessus est noir avec quelques taches blanches aux ailes antérieures.
Le revers des ailes antérieures est semblable alors que les ailes postérieures sont rayées de marron rouge de la base au bord externe.

## Écologie et distribution
Vila eueidiformis est présent au Brésil,.

### Protection
Pas de statut de protection particulier.